# 新潟県道43号上越安塚浦川原線
新潟県道43号上越安塚浦川原線（にいがたけんどう43ごう じょうえつやすづかうらがわらせん）は、新潟県上越市を通る主要地方道（新潟県道）である。

## 概要

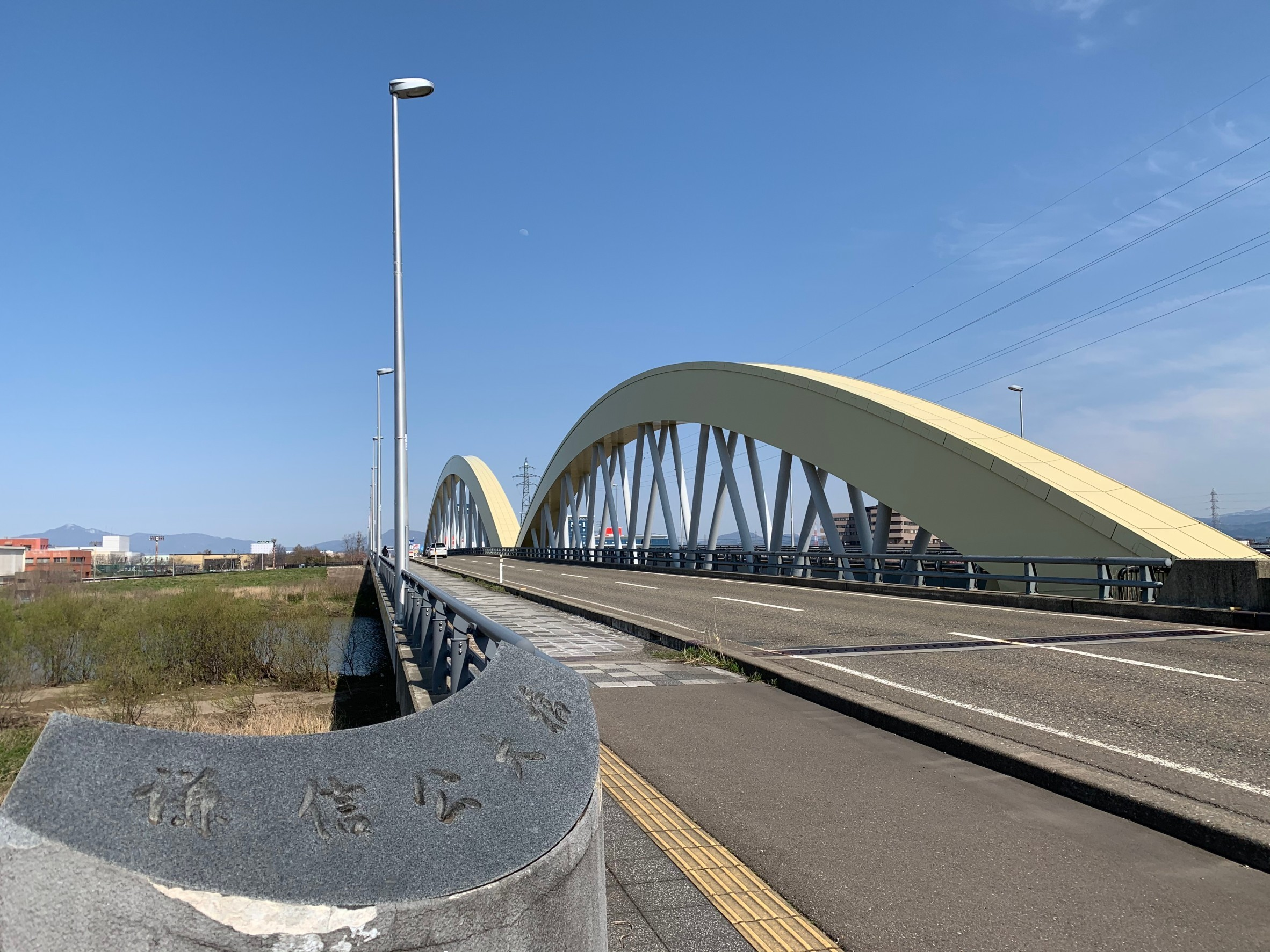
謙信公大橋

### 路線データ
- 起点：上越市大字木田字船場島（新潟県道579号上越脇野田新井線交点）
- 終点：上越市浦川原区虫川字フケ2013番1[1]（国道253号交点）

## 歴史
- 1964年（昭和39年）12月28日 - 建設省（現・国土交通省）が主要地方道高田安塚浦川原線を指定。
- 1976年（昭和51年）
  - 4月1日 - 建設省が主要県道高田安塚浦川原線を上越安塚浦川原線として主要地方道に指定。
  - 10月14日 - 新潟県が県道843号上越安塚浦川原線を認定。
- 1993年（平成5年）5月11日 - 建設省から、主要県道上越安塚浦川原線が上越安塚浦川原線として主要地方道に再指定される[2]。
- 1994年（平成6年）4月1日 - 新潟県が整理番号を843から43へ変更。

## 路線状況

### 別名・通称
- 謙信公大通り（起点 - かに池交差点）

### 重複区間
- 新潟県道186号板倉直江津線（上越市かに池交差点 - 富岡交差点）
- 新潟県道184号三和新井線（上越市三和区島倉）
- 新潟県道13号上越安塚柏崎線（上越市三和区岡田 - 安塚区安塚交差点）
- 新潟県道61号柿崎牧線（上越市牧区坪山 - 上越市浦川原区横住）
- 新潟県道503号坊金虫川線（上越市浦川原区虫川地内、虫川の大杉入口交差点 - 虫川南交差点・終点）

### 道路施設
- 謙信公大橋

## 地理

### 交差する道路

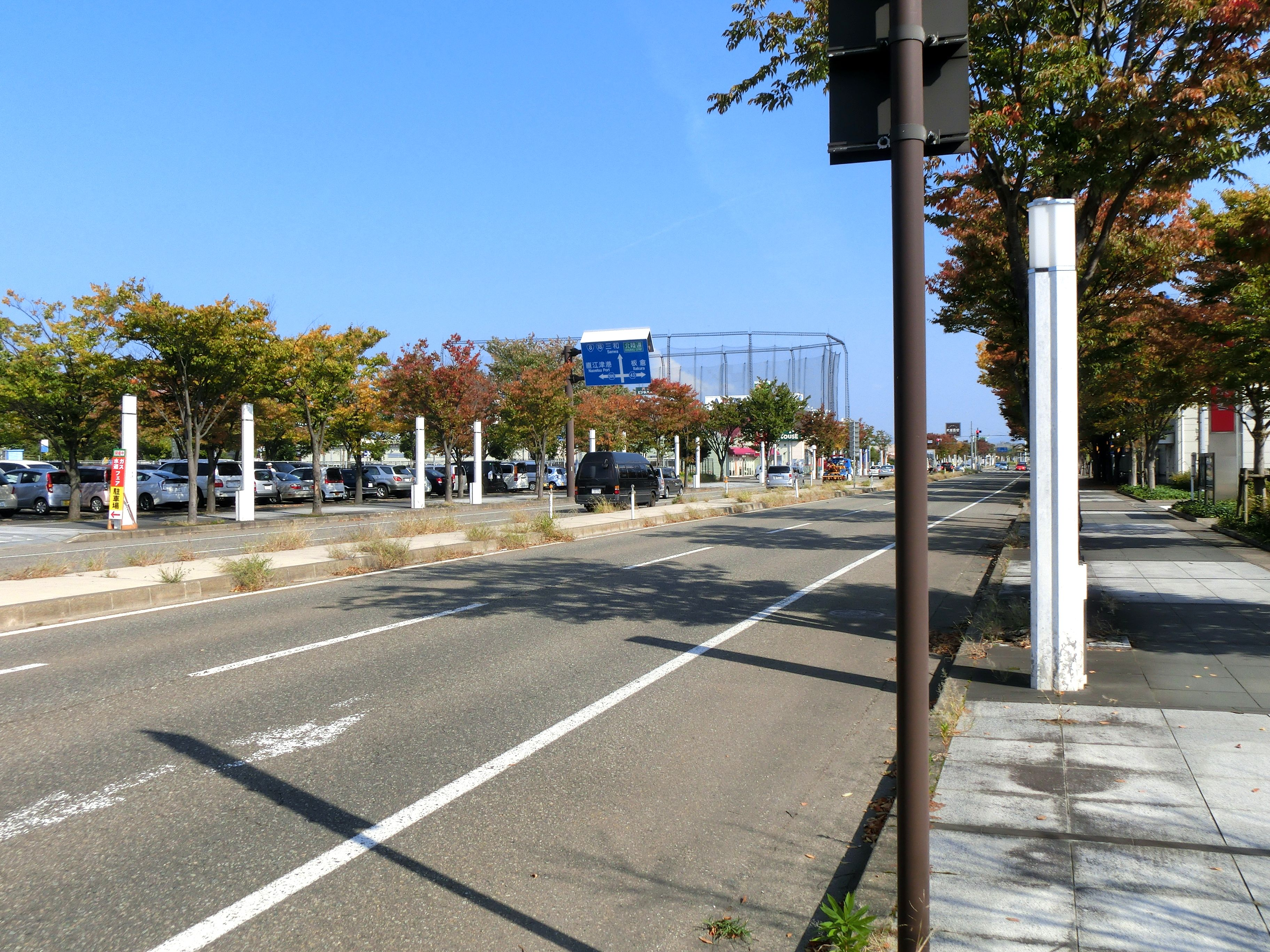
上越市大字藤野新田付近

- 新潟県道579号上越脇野田新井線 上越大通り（上越市木田・上越市役所入口交差点、起点）
- 新潟県道186号板倉直江津線（かに池交差点）
- 新潟県道186号板倉直江津線（富岡交差点）
- 国道18号 上新バイパス（富岡IC)
- 新潟県道259号小猿屋黒井停車場線（上越市田園）
- 新潟県道201号田屋戸野目線（上越市横曽根）
- 新潟県道77号上越頸城大潟線（上真砂交差点）
- 新潟県道30号新井柿崎線（錦交差点）
- 新潟県道184号三和新井線（上越市三和区島倉 地内 重複）
- 新潟県道13号上越安塚柏崎線（上越市三和区岡田）
- 新潟県道61号柿崎牧線（上越市牧区坪山）
- 新潟県道278号牧横住線（上越市浦川原区横住）
- 新潟県道61号柿崎牧線（上越市浦川原区横住）
- 国道403号・新潟県道13号上越安塚柏崎線（上越市安塚区安塚交差点）
- 国道253号 三和安塚道路（安塚IC）（上越市安塚区松崎）
- 新潟県道503号坊金虫川線（上越市浦川原区虫川・虫川の大杉入口交差点 - 虫川南交差点）
- 国道253号（虫川南交差点)